# Broge Wilén
Vilhelm Broge Wilén, född 4 januari 1939 i Lemland, död 2 januari 2006 i Stockholm, var en finländsk författare och dramaturg. Han var bror till Tage Wilén.
Wilén blev filosofie kandidat 1974. Han flyttade tidigt från Åland till Sverige och var verksam bland annat som dramaturg vid Dramatiska Institutet i Stockholm 1977–1985 och lärare vid Väddö folkhögskola 1990–2005. Hans författarskap omfattar flera romaner med motiv från Åland, bland annat Sommarfåglar (1991), och historiska verk. Postfärder över Ålands hav (1975) har utkommit i flera utgåvor. I Wiléns dramatiska produktion ingår ett tjugotal teaterpjäser.